# Picinguaba (Ort)
Picinguaba ist ein Fischerdorf und Distrikt in der brasilianischen Gemeinde Ubatuba im Bundesstaat São Paulo. Die Siedlung liegt an einer kleinen Meeresbucht nahe der Grenze zu Paraty-RJ und 25 km Luftlinie ostnordöstlich von Ubatuba gelegen.
Das Dorf liegt im Naturschutzgebiet Picinguaba. Dieses ist eines von insgesamt acht Naturschutzgebieten im Nationalpark Serra do Mar.
Der Ort ist Heimat von Caiçara-Kommunen, die traditionellen Bewohner der Südostküste Brasiliens. Sie sind die Nachkommen indigener Stämme, portugiesischen Kolonisatoren und später afrikanischer Sklaven. Sie bewahren einen tiefen Sinn zu ihrer Abstammung und zu ihrem kulturellen Erbe. In Picinguaba sind Fischerei und andere Elemente des Lebens der Caiçaras noch stark erhalten.

## Foto-Galerie

Das Fischerdorf
Kanu-Unterstände am Strand
Einwohner mit Caiçara-Kanu
Strand von Picinguaba
Ausblick von der Strandbar
„Praia da Fazenda“ bei Picinguaba